# کفر مارس
کفر مارس (به عربی: کفر مارس) یک روستا در سوریه است که در ناحیه کفر تخاریم واقع شده‌است. کفر مارس ۳۵۰ نفر جمعیت دارد.